# Tipula (Eumicrotipula) runtunensis
Tipula (Eumicrotipula) runtunensis is een tweevleugelige uit de familie langpootmuggen (Tipulidae). De soort komt voor in het Neotropisch gebied.